# Diodon
Diodon é um gênero de peixes-balão. Todas as espécies são espinhosas e classificam-se em função do tamanho dos espinhos.
Existem atualmente 5 espécies incluídas neste gênero:
- Diodon eydouxii Brisout de Barneville, 1846
- Diodon holocanthus Linnaeus, 1758
- Diodon hystrix Linnaeus, 1758
- Diodon liturosus G. Shaw, 1804
- Diodon nicthemerus G. Cuvier, 1818

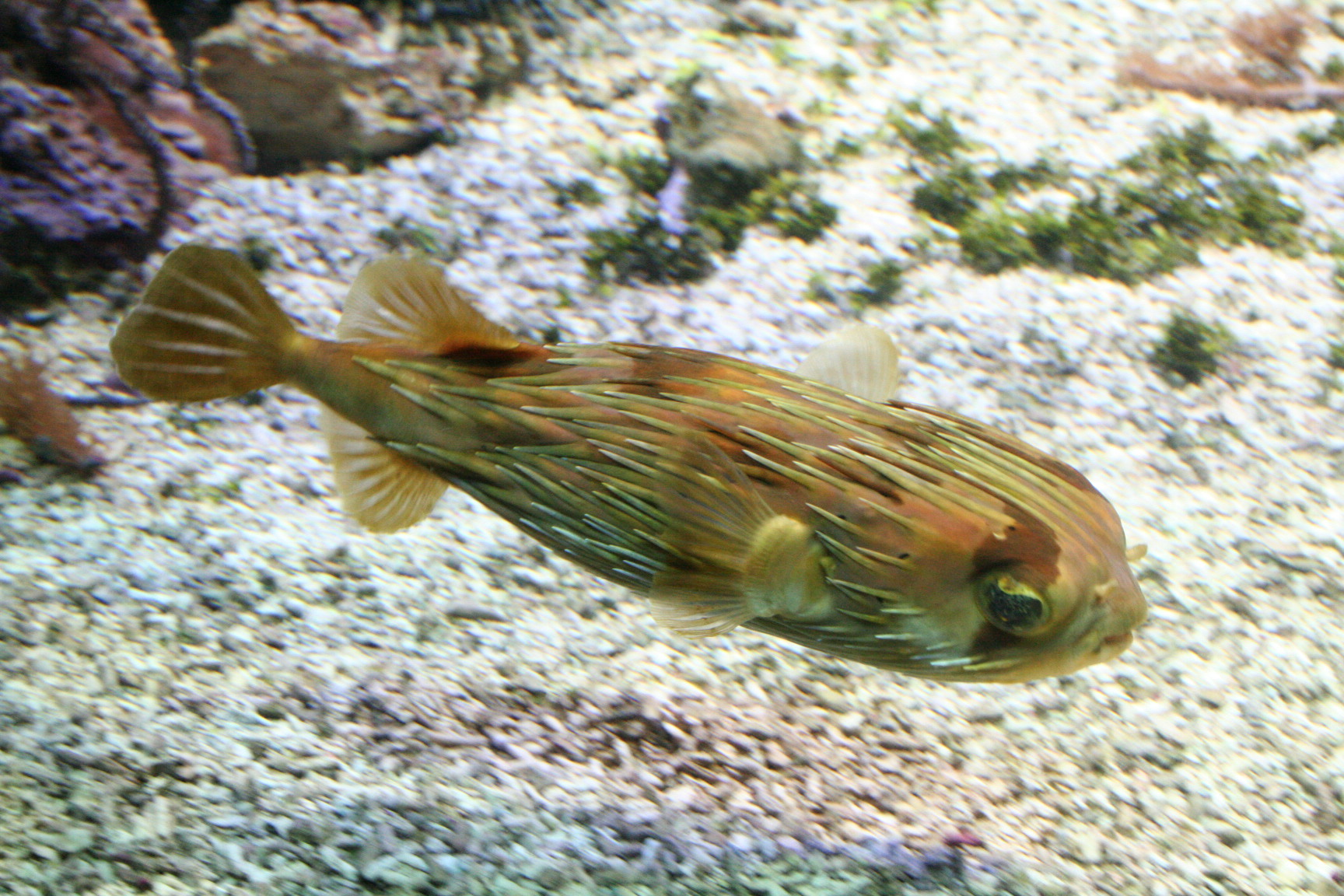
Diodon holocanthus
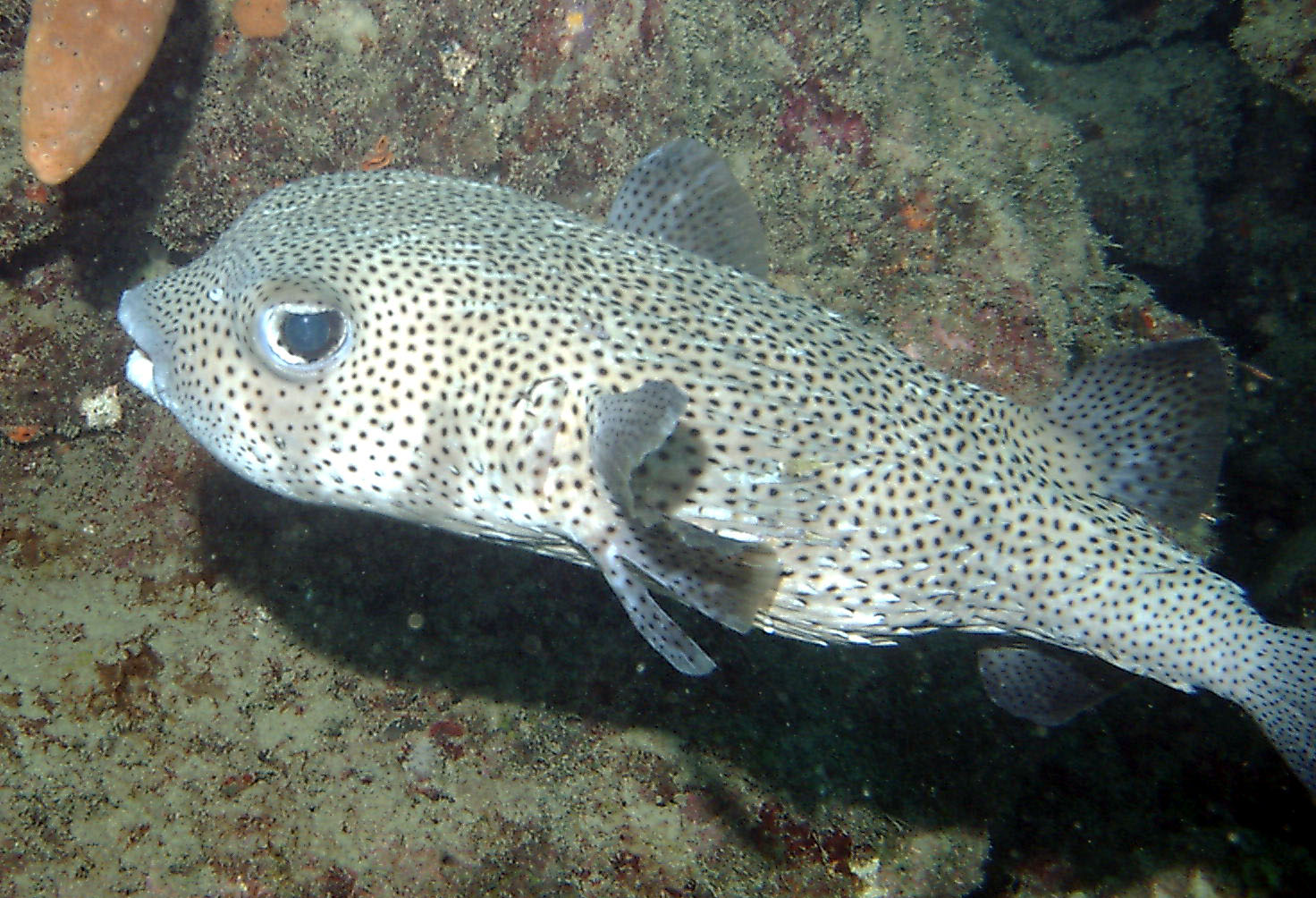
Diodon hystrix
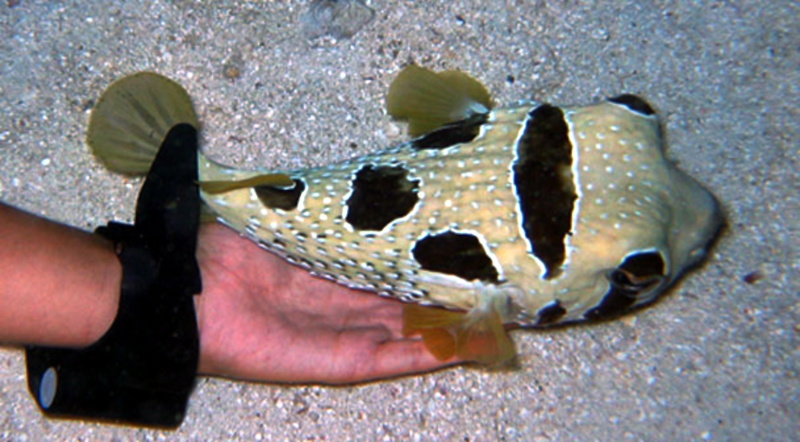
Diodon liturosus
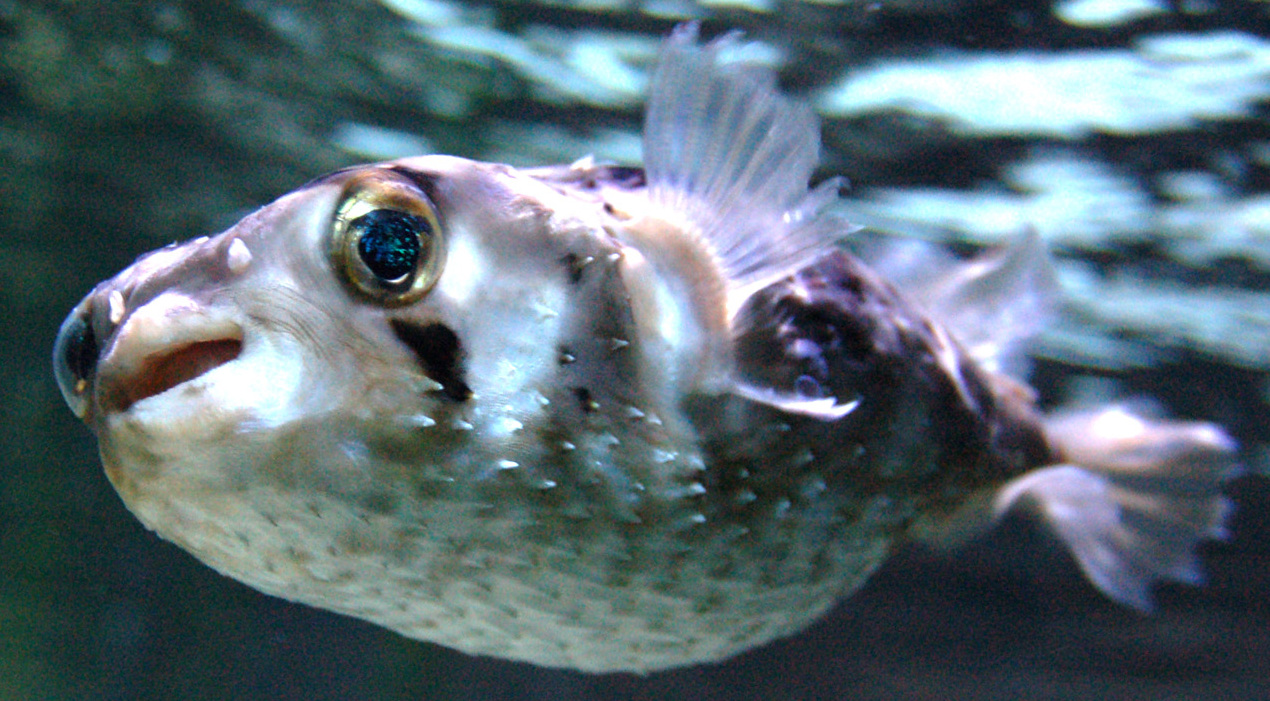
Diodon nicthemerus
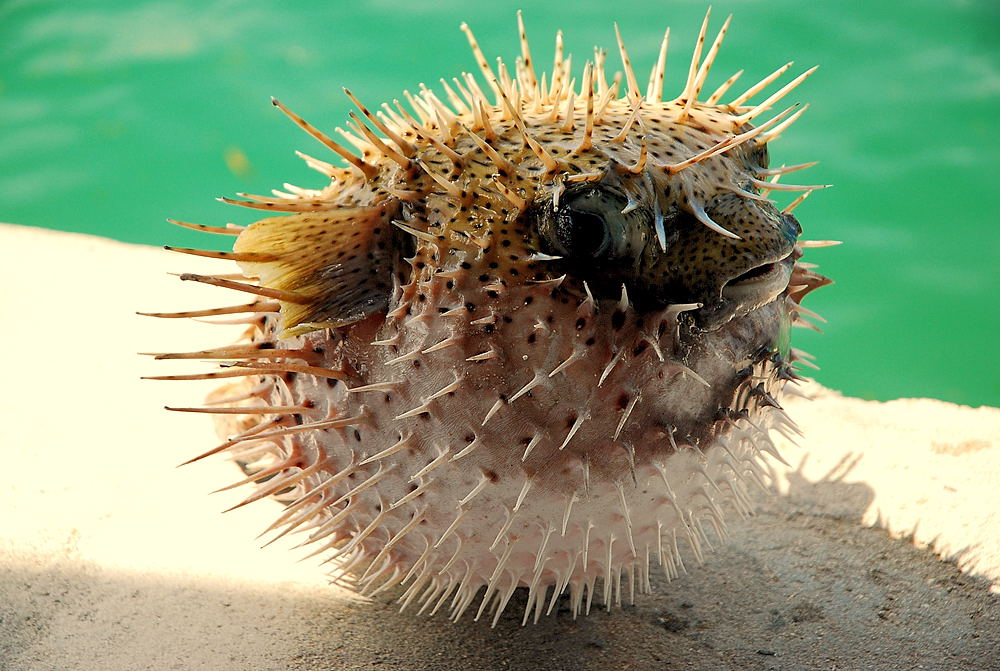
Diodon holocanthus